# 逵原実
逵原 実（つじはら みのる、1917年 - 2005年、逵原ミレイ、姓は「辻原」とも書かれる）は、三重県出身の人物。軍歌『戦友の遺骨を抱いて』の作詞者である。

## 生涯
1917年（大正6年）生まれ。三重県立宇治山田中学校卒業。作家・吉川英治の青年運動に参加（土の愛の家）。1937年（昭和12年）、大日本帝国陸軍近衛歩兵第1連隊に入隊し、華中（中支）・華南（南支）・フランス領インドシナ（仏印）・タイ・マレーと転戦する。1942年（昭和17年）のシンガポールの戦いの後、『戦友の遺骨を抱いて』の詞をしたためた手帳を原嘉章に手渡した。軍の宣伝班の計らいで曲が付けられ、陣中新聞『建設戦』紙上に発表されると、たちまち全軍に流行した。戦後は郷里に帰還し、三重県多気郡西外城田村（現・多気町）の収入役を3期務める。1974年（昭和49年）11月1日から1992年（平成4年）3月31日まで二見興玉神社の神職を務めたのち、しあわせの宮の宮司に就く。全国愛農会文化部長、三重県作詞作曲家協会会長、日本縄文の村協会会長、いくさかたりべの会会長を歴任。2005年（平成17年）死去。

## 著作

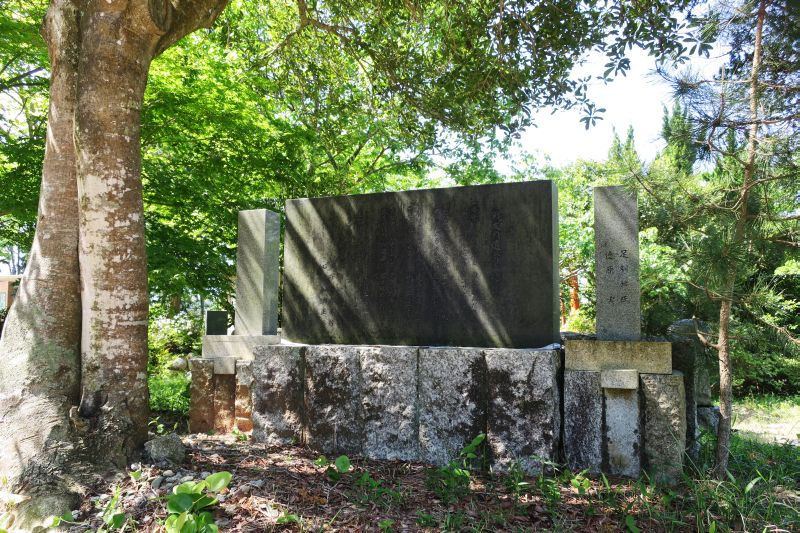
『戦友の遺骨を抱いて』歌碑（三重県多気町、しあわせの宮）

### 楽曲（作詞）
- 『戦友の遺骨を抱いて』 - 軍歌[3]。作曲は海軍の軍楽隊隊員・松井孝造（当時一等兵曹）。

### 著書
いずれも「逵原ミレイ」名義による。
- 逵原ミレイ著『新しい土：愛農詞集』愛農会出版部、1952年[7]。
- 逵原ミレイ著『戦友の遺骨を抱いて』戦没万魂慰霊の歌碑を建てる会、1974年[8]。
- 逵原ミレイ著『ひらがな神社のカタカナ宮司：ある社の記録』しあわせの家出版部、1993年[9]。